# Sávoscsőrű törpetukán
A sávoscsőrű törpetukán (Selenidera maculirostris) a madarak (Aves) osztályának harkályalakúak (Piciformes) rendjébe, ezen belül a tukánfélék (Ramphastidae) családjába tartozó faj.

## Rendszerezése
A fajt Martin Hinrich Carl Lichtenstein német ornitológus írta le 1823-ban, a Pteroglossus nembe Pteroglossus maculirostris néven.

## Előfordulása
Dél-Amerika keleti részén, Argentína, Bolívia, Brazília és Paraguay területén honos. Természetes élőhelyei a szubtrópusi vagy trópusi síkvidéki és hegyi esőerdők, valamint lombhullató erdők. Állandó, nem vonuló faj.

## Megjelenése
Testhossza 33–37 centiméter és testtömege 137–193 gramm. A csőre elefántcsontszínű, fekete sávszerű mintázattal. A hím feje és begye főleg feketék, a tojóé inkább vörösesbarnák. A hasi tájék sárgás.
|  |

## Életmódja
Gyümölcsöket táplálkozik, de fogyaszt rovarokat és kisebb gerinceseket is.

## Természetvédelmi helyzete
Az elterjedési területe nagy, egyedszáma viszont csökken, de még nem éri el a kritikus szintet. A Természetvédelmi Világszövetség Vörös listáján nem fenyegetett fajként szerepel.